# Donald Sankey Farner
Donald Sankey Farner est un ornithologue américain, né le 2 mai 1915 à Waumandee dans le Wisconsin et mort le 18 mai 1988.

## Biographie
Il obtient son Bachelor of Sciences en 1937 à l’université Hamline et son doctorat en 1941 à l’université d’État du Wisconsin.
Il travaille d’abord l’Institut de zoologie de l’université du Wisconsin de 1941 à 1943 puis obtient un poste de professeur-assistant de zoologie à l’université du Kansas de 1946 à 1947, après un bref passage à l’université du Colorado, il obtient un poste de professeur-assistant de physiologie animale à l’université d’État de Washington. À partir de 1952 et jusqu’en 1965, il y est professeur.
Farner étudie particulièrement les réponses physiologiques au photopériodisme chez les oiseaux. Il reçoit en 1960 la médaille Brewster décernée par l'American Ornithologists' Union.